# Francisco Martín Moreno
Francisco Martín Moreno Biehl (Ciudad de México, 4 de abril de 1946), conocido como Francisco Martín Moreno, es un escritor mexicano, conferencista y líder de opinión. Su género central es la novela basada en hechos históricos.

## Datos biográficos
Nació en la Ciudad de México en 1946. Su padre fue un exiliado de la guerra civil en España y su madre fue una judía alemana que escapó del Holocausto. Ha colaborado para los periódicos Reforma, El Universal, Novedades, Excélsior, El País y revistas como Milenio Semanal, Alto Nivel y Cambio.[cita requerida]

## Trayectoria
En distintas entrevistas a diversos medios de comunicación, el autor se identifica como investigador, mas no historiador centrándose en temas políticos, sociales y religiosos, mezclando en sus libros episodios de ficción.
Tiene una visión de la historia de México, en la que la Iglesia y los conservadores son los enemigos eternos de México.
Pueden contarse entre sus premios y distinciones los siguientes: en México ha recibido el Premio Nacional de Periodismo otorgado por el Club de Periodistas de México A.C., sucesivamente entre 1994 y 1998 Hermano: Debo matarte, publicado quince días antes del magnicidio del candidato presidencial, Luis Donaldo Colosio.
Colabora en la edición española de El País, con su columna Radiografías americanas.

## Vida personal
En su libro En media hora… la muerte, narra la historia de sus abuelos y sus padres durante el nazismo y describe los motivos que empujaron a sus antepasados a abandonar sus países de origen a lo largo de doce años de guerras. También, un recorrido histórico sobre cómo llegaron Francisco Franco y Adolf Hitler al poder y viaja por las ciudades que formaron parte de las vidas de su familia, como Madrid y Valencia (España), los campos de exterminio en Auschwitz (Polonia) y el exilio en Marsella (Francia),[cita requerida] pasando por Casablanca (Marruecos), Veracruz y Guadalajara (México), hasta llegar a la Ciudad de México.[cita requerida]
Tiene una visión maniquea de la historia de México, en la que la Iglesia y los conservadores son los enemigos eternos de México.
Ha declarado que es agnóstico. Está casado con la escritora mexicana Beatriz Rivas.[cita requerida]

## Controversias
Es un líder de opinión libre y controversial. Se le conoce por su radicalismo en sus puntos de vista, pero no puede ser acusado de pertenecer a ningún sector o partido.
Se considera un apasionado contador de historias, incluso ha declarado en entrevista que rechaza cualquier tipo de autoritarismo: «Yo me he vuelto muy intransigente en relación a la defensa de la república, de las libertades, de los derechos humanos, de las garantías individuales, no soporto la tiranía, no soporto la dictadura de ninguna naturaleza; igual que he criticado a la dictadura perfecta, ahora critico a la dictadura maldita, siempre he estado contra cualquier tipo de imposición».
Ha incursionado en la literatura histórica, religiosa y política, ha registrado los mitos más absurdos de la historia nacional, ha documentado las pasiones y las traiciones que han consumido a los líderes de México, hasta ha narrado su propia historia familiar que tiene que ver con su padre, un exiliado de la guerra civil española, y su madre, una judía alemana que pudo huir del Holocausto.
Su primera novela, México negro, tiene ya una edición por su 35.º aniversario, para la que declaró enfáticamente: «Al publicar México negro, nunca imaginé que, a 35 años de distancia, miles de lectores seguirían leyéndolo».
Ha sido un crítico implacable de las políticas educativas en México. Ha cuestionado durante su trayectoria la forma en la que se ha redactado la historia de México en los libros de texto gratuitos, considerando que cada presidente lo ha hecho de acuerdo a sus convicciones personales y a su estado de ánimo. En una conversación para CentralTV, Martín Moreno dijo lo siguiente: «Si se pudiera regresar a la época de la inquisición, yo quemaba vivo a cada uno de los morenistas en el Zócalo capitalino». Para contextualizar, Francisco Martín Moreno ha sido uno de los opositores más duros de la administración del presidente Andrés Manuel López Obrador, fundador del partido Movimiento Regeneración Nacional (Morena). Después del alboroto generado en medios de comunicación, que incluyó una respuesta por parte del Presidente de México y de su esposa, Martín Moreno se dijo arrepentido y se trató de excusar refiriendo que sus comentarios fueron «dolosamente editados».

## Obras
Su obra se caracteriza por centrarse en los personajes históricos y las situaciones descritas por él no son vistos desde los parámetros científicos y académicos propios de la historiografía, sino desde el punto de vista novelístico.
Una lista de sus obras se presenta a continuación:
- México negro[18] (1986)
- Las cicatrices del viento[19] (1989)
- La disculpa[20] (1993)
- La respuesta (1994)
- Los mexicanos en pantuflas (1995)
- Los mexicanos a contraluz[21] (1996)
- Cartas a un mexicano[22] (1997).
- México sediento[23] (1998)
- Las grandes traiciones de México[24] (2001)
- México secreto[25] (2002)
- México mutilado[26] (2004)
- Sebastián[27] (2004)
- México ante Dios[28] (2007)
- México acribillado[29] (2008)
- Arrebatos carnales[30] (2009)
- Arrebatos carnales II[31] (2010)
- 100 Mitos de la historia de México[32] (2010)
- 100 Mitos de la historia de México 2[33] (2011)
- Arrebatos carnales III[34] (2011)
- Las vergüenzas de México[35] (2014)
- En media hora... la muerte[36] (2014)
- México engañado[37] (2015)
- México esclavizado (2018)
- Ladrón de esperanzas (2019)
- El naufragio de México (2019)
- Cuando México perdió la esperanza (2020)
- México Roto (2021)